# Panamerikanische Fußballmeisterschaft 1960
Die dritte und letzte Panamerikanische Fußballmeisterschaft fand vom 6. bis zum 20. März 1960 in San José, Costa Rica statt. Argentinien gewann das Turnier.
Guillermo Stábile, seit 1930 auch bekannt als erster Torschützenkönig einer Fußball-Weltmeisterschaft, gewann hier nach sechs Copa Américas seinen siebten Titel als Trainer der argentinischen Nationalmannschaft. Er beendete nach diesem Turnier seine Trainerlaufbahn.

## Spielergebnisse
| Pl.                                              | Land         | Sp. | S | U | N | Tore    | Diff. | Punkte |
| ------------------------------------------------ | ------------ | --- | - | - | - | ------- | ----- | ------ |
| 1.                                               | Argentinien  | 6   | 4 | 1 | 1 | 009:400 | +5    | 09     |
| 2.                                               | Brasilien    | 6   | 3 | 1 | 2 | 010:800 | +2    | 07     |
| 3.                                               | Mexiko       | 6   | 1 | 2 | 3 | 009:100 | −1    | 04     |
| 4.                                               | Costa Rica * | 6   | 1 | 2 | 3 | 004:100 | −6    | 04     |
| * Gewinner der Mittelamerika-Meisterschaft 1960. |              |     |   |   |   |         |       |        |

|               |   |             |     |
| 6. März 1960  |   |             |     |
| Brasilien     | – | Mexiko      | 2:2 |
| 8. März 1960  |   |             |     |
| Costa Rica    | – | Argentinien | 0:0 |
| 10. März 1960 |   |             |     |
| Argentinien   | – | Mexiko      | 3:2 |
| Costa Rica    | – | Brasilien   | 3:0 |
| 12. März 1960 |   |             |     |
| Costa Rica    | – | Mexiko      | 1:1 |
| 13. März 1960 |   |             |     |
| Argentinien   | – | Brasilien   | 2:1 |
| 15. März 1960 |   |             |     |
| Brasilien     | – | Mexiko      | 2:1 |
| Costa Rica    | – | Argentinien | 0:2 |
| 17. März 1960 |   |             |     |
| Argentinien   | – | Mexiko      | 2:0 |
| Costa Rica    | – | Brasilien   | 0:4 |
| 20. März 1960 |   |             |     |
| Costa Rica    | – | Mexiko      | 0:3 |
| Brasilien     | – | Argentinien | 1:0 |